# Pholcomma soloa
Pholcomma soloa là một loài nhện trong họ Theridiidae.
Loài này thuộc chi Pholcomma. Pholcomma soloa được Brian John Marples miêu tả năm 1955.